# El Huizachal, San Miguel de Allende
El Huizachal är en ort i Mexiko.   Den ligger i kommunen San Miguel de Allende och delstaten Guanajuato, i den centrala delen av landet, 230 km nordväst om huvudstaden Mexico City. El Huizachal ligger 2 046 meter över havet och antalet invånare är 493.
Terrängen runt El Huizachal är kuperad åt sydost, men åt nordväst är den platt. Runt El Huizachal är det tätbefolkat, med 343 invånare per kvadratkilometer. Närmaste större samhälle är San Miguel de Allende, 11,8 km väster om El Huizachal. Trakten runt El Huizachal består till största delen av jordbruksmark.